# Juan Santiago Griñó
Juan Santiago Griñó y Piñol (Lérida, c. 1851-Ibíd., 1919) fue un abogado y periodista español.

## Biografía
Procedía de una familia emparentada con el general carlista Ramón Cabrera y Griñó. Su padre, Juan Griñó Miarnau, era natural de Lérida, mientras que su madre, Teresa Piñol de Porta, procedía de Juncosa.
Estudió Derecho y ejerció en Lérida, donde formó parte del Colegio de Abogados de la ciudad. Fue fundador y presidente de la Juventud Católica de Lérida y más adelante dirigió el Diario de Lérida, fundado en 1885, el cual defendía la corriente integrista dentro del carlismo que lideraba Ramón Nocedal y su diario El Siglo Futuro.
Como director del Diario de Lérida, envió, con otros directores catalanes de prensa carlista como Francisco de Paula Oller, Mariano de Rocafiguera, José de Palau y de Huguet y Jacinto de Maciá, una súplica al pretendiente Carlos de Borbón y Austria-Este para que restableciera la unidad de los carlistas reafirmando la unidad católica de España «con todas sus consecuencias de efectiva coerción», tal como había sido aplicada por su antepasado, el rey Felipe II. Finalmente firmó el Manifiesto de Burgos en agosto de 1888 y se adhirió al Partido Integrista, formando parte del Consejo General del partido en Cataluña como su máximo dirigente en la provincia de Lérida.
En 1895 participó en la creación del Círculo de Lérida y formó parte de su Junta directiva y de la Comisión científica. Tomó parte en las elecciones y fue candidato a diputado por el distrito de Sort, pero no resultó elegido.
Murió el 16 de julio de 1919 a causa de una larga enfermedad, después de haber perdido a su mujer, Prudencia Fargas y Sagristá (con la que tuvo ocho hijos), y a su hijo Dionisio pocos meses antes. Otro de sus hijos, José María Griñó y Fargas (1889-1936), fue sacerdote y sería asesinado en la retaguardia republicana poco después del comienzo de la Guerra Civil Española. El primogénito, Juan Miguel Griñó y Fargas (1883-1964), economista, concejal de Barcelona y presidente del Círculo Catalán de Madrid, recibiría de Alfonso XIII el título de Barón de Griñó en 1920.